# Vedettes du pavé

Vedettes du pavé (titre original : Sidewalks of London) est un film britannique de Tim Whelan, sorti en 1938.

## Synopsis
Charles Staggers est un chanteur de rue flanqué de deux partenaires, qui se produit devant les files d'attentes des théâtres et des music-hall londoniens. Il protège Liberty, dite Libby, danseuse de rue et pickpocket quand il la surprend en train de voler le porte-cigarette en or du parolier et chanteur Harley Prentiss. Charles incorpore alors Libby dans sa troupe transformant son trio en quartet.
Libby réussit à retenir l'attention de Prentiss et de ses amis fortunés, qui peuvent lui faire espérer une carrière loin des rues. Elle finit par partir avec lui, ce qui provoque une crise avec Charles dont elle rejette cruellement la proposition de mariage. Ce dernier, désespéré, devient alcoolique. La carrière de Libby devient un grand succès, et on lui offre un contrat à Hollywood. Elle demande à Prentiss de l'épouser mais ce dernier décline, disant qu'il ne veut pas être jeté, comme Charles, comme un simple tremplin pour sa carrière.
À la sortie du spectacle, Charles se mêle à la foule des demandeurs d’autographes afin d'apercevoir Libby. Il ne peut s’approcher, est entraîné dans une bagarre et finit emmené par la police ; il écope de quatre mois de prison. À sa sortie, alors qu'il est déguisé en aveugle, il rencontre fortuitement Libby qui use de son influence pour lui faire obtenir un petit rôle sur scène. Mais l'audition s’avère catastrophique et, se rendant compte alors de ses propres limites, il s'enfuit. Libby lui court après et le raisonne. Charles content d'avoir retrouvé l'estime de Libby s'en va retrouver ses complices d'antan et reprend son spectacle de rue. Chacun va donc vers son destin.

## Fiche technique
- Titre : Vedettes du pavé
- Titre original : Sidewalks of London
- Réalisation : Tim Whelan
- Producteur : Erich Pommer et Charles Laughton (non crédité)
- Société de production : Mayflower Pictures Corporation
- Scénario : Bartlett Cormack (en), Clemence Dane, Charles Laughton, Erich Pommer et Tim Whelan
- Photographie : Jules Kruger
- Musique : Arthur Johnston
- Chorégraphe : Philip Buchel
- Direction artistique : Thomas N. Morahan
- Costumes : John Armstrong
- Montage : Robert Hamer et Hugh Stewart
- Pays d'origine : Royaume-Uni
- Format : Noir et Blanc - Son : Mono
- Genre : Comédie
- Date de sortie : 18 octobre 1938 première Londres ; 15 février 1940 (USA)
- Durée : 85 minutes

## Distribution
- Charles Laughton : Charles Staggers
- Vivien Leigh : Liberty 'Libby'
- Rex Harrison : Harley Prentiss
- Larry Adler : Constantine Dan
- Tyrone Guthrie : Gentry
- Maire O'Neill : Mme Such
- Gus McNaughton : Arthur Smith
- Polly Ward : Frankie
- Basil Gill : Magistrate
- Helen Haye : Selina
- David Burns : Hackett
- Phyllis Stanley : Della
- Edward Lexy : M. Such
- Clare Greet : Old Maud
- Alf Goddard : Doggie
- Cyril Smith : Black face
- Romilly Lunge : Jan Duchesi
- Ronald Ward : Jack Temperley